# Henryk Wejman
Henryk Wejman (ur. 17 grudnia 1959 w Choszcznie) – polski duchowny rzymskokatolicki, profesor nauk teologicznych, biskup pomocniczy szczecińsko-kamieński od 2014.

## Życiorys
Urodził się 17 grudnia 1959 w Choszcznie. Brat księdza Grzegorza Wejmana, historyka Kościoła. W latach 1974–1978 kształcił się w Liceum Ogólnokształcącym w Choszcznie, uzyskując świadectwo dojrzałości. W 1978 rozpoczął studia filozoficzno-teologiczne w Wyższym Seminarium Duchownym dla diecezji szczecińsko-kamieńskiej w Gościkowie-Paradyżu, które od 1981 kontynuował w Szczecinie. Święcenia prezbiteratu otrzymał 15 kwietnia 1984 w katedrze szczecińskiej przez posługę biskupa Kazimierza Majdańskiego, inkardynowany został do diecezji szczecińsko-kamieńskiej. Studia specjalistyczne w zakresie teologii duchowości odbył w latach 1986–1988 i 1988–1990 na Wydziale Teologii Papieskiego Uniwersytetu Świętego Tomasza z Akwinu. Tamże w 1988 uzyskał licencjat, a w 1990 doktorat nauk teologicznych na podstawie dysertacji Formazione all’obbedienza sacerdotale alla luce della dottrina del Concilio Vaticano II (Formacja do posłuszeństwa kapłańskiego w świetle doktryny Soboru Watykańskiego II). Pracę doktorską nostryfikował w 1991 na Wydziale Teologii Katolickiego Uniwersytetu Lubelskiego. Habilitację w zakresie teologii duchowości otrzymał w 1997 na Papieskim Wydziale Teologicznym we Wrocławiu na podstawie rozprawy Miłosierdzie jako istotny element duchowości chrześcijańskiej. Studium z teologii życia wewnętrznego. W 2003 uzyskał tytuł naukowy profesora nauk teologicznych.
Pracował jako wikariusz w parafiach: Chrystusa Króla w Świnoujściu (1984–1985), św. Józefa w Szczecinie (1988–1989) i Najświętszej Maryi Panny Nieustającej Pomocy w Szczecinie (1990). W międzyczasie pełnił funkcje kapelana Szpitala Klinicznego nr 2 w Szczecinie (1988), duszpasterza akademickiego (1988–1989) i służył jako pomoc duszpasterska w parafii św. Stanisława Kostki w Karnicach (1989). W 1991 był proboszczem parafii św. Kazimierza w Szczecinie, a w latach 1991–1993 parafii św. Brata Alberta w Szczecinie. W 1990 piastował stanowisko zastępcy dyrektora Diecezjalnego Domu Rekolekcyjnego. Od 1990 do 1991 był dyrektorem wydziału duszpasterskiego szczecińskiej kurii biskupiej. W 2009 został członkiem rady kapłańskiej i kolegium konsultorów archidiecezji szczecińsko-kamieńskiej. Był współorganizatorem I synodu metropolii szczecińsko-kamieńskiej. W 2008 został mianowany kanonikiem gremialnym Szczecińskiej Kapituły Katedralnej, a w 2013 otrzymał godność kapelana Jego Świątobliwości.
W latach 1993–1998 był ojcem duchownym w Arcybiskupim Wyższym Seminarium Duchownym w Szczecinie. Podjął wykłady i seminaria z teologii duchowości w szczecińskim seminarium duchownym i w szczecińskiej filii Instytutu Studiów nad Rodziną Akademii Teologii Katolickiej. W latach 1998–1999 zajmował stanowisko profesora nadzwyczajnego w Instytucie Filozofii Uniwersytetu Szczecińskiego, gdzie prowadził wykłady z ontologii i z historii filozofii średniowiecznej. W latach 1999–2003 był zatrudniony jako profesor nadzwyczajny na Wydziale Teologicznym Uniwersytetu im. Adama Mickiewicza w Poznaniu, sprawując tamże urząd prodziekana ds. sekcji zamiejscowych i prowadząc zajęcia z teologii duchowości. W 2004 powrócił na Wydział Teologiczny Uniwersytetu Szczecińskiego, gdzie otrzymał stanowisko profesora zwyczajnego i podjął wykłady z teologii duchowości. W 2004 został kierownikiem Katedry Teologii Moralnej i Duchowości, a w 2012 objął urząd dziekana Wydziału Teologicznego.
Wszedł w skład Polskiego Stowarzyszenia Teologów Duchowości, Polskiego Towarzystwa Teologicznego i Komisji Bioetycznej Pomorskiego Uniwersytetu Medycznego. Został ekspertem Państwowej Komisji Akredytacyjnej i Uczelnianej Komisji Akredytacyjnej. Jego zainteresowania naukowe dotyczą: relacji między alternatywnymi ruchami religijnymi a duchowością chrześcijańską, doświadczeń religijnych i mistycznych człowieka, zastosowania metod właściwych fenomenologii do teologii duchowości, duchowości miłosierdzia, a także komplementarności duchowości stanów życia w Kościele.
22 listopada 2014 papież Franciszek mianował go biskupem pomocniczym archidiecezji szczecińsko-kamieńskiej ze stolicą tytularną Sinitis. Święcenia biskupie otrzymał 20 grudnia 2014 w bazylice archikatedralnej św. Jakuba Apostoła w Szczecinie. Udzielił mu ich arcybiskup Celestino Migliore, nuncjusz apostolski w Polsce, któremu asystowali Andrzej Dzięga, arcybiskup metropolita szczecińsko-kamieński, i Grzegorz Kaszak, biskup diecezjalny sosnowiecki. Jako zawołanie biskupie przyjął słowa „Servire Deo Misericordiae” (Służyć Bogu Miłosierdzia).
W Konferencji Episkopatu Polski został przewodniczącym Zespołu ds. Dialogu ze Wspólnotą Kościelną Adwentystów Dnia Siódmego oraz Zespołu ds. Stypendiów Naukowych i Językowych, a także delegatem ds. Egzorcystów w Polsce i członkiem Rady Naukowej.